# デリーター
デリーター（DELETER. INC.、旧・エスイー株式会社）は、1984年（昭和59年）設立の漫画画材、デザイン用品の製造販売を手がける日本のメーカーである。
1987年から販売されているトーン「デリータースクリーン」は、多くの漫画家に用いられている。以前は月刊誌の投稿雑誌『コミックテクノ』を編集・発行している。

## 製品一覧

### コミック画材
- デリータースクリーン（トーン）
- ネオピコカラー（アルコールツインマーカー、全144色）
- ネオピコ2（アルコールツインマーカー、全144色）
- ネオピコ3（布描き水性顔料マーカー、全63色）
- ネオピコ4（手造り水彩毛筆マーカー、全20色）
- ネオピコライン2、ネオピコライン3 (乾くと耐水性になるインクのミリペン)
- デリーターライトLP-A4、LP-B4、LP-A3、FL-B4、FL-A3（トレース台）
- デリーターコミックブックペーパー（漫画原稿用紙シリーズ）
- デリーターマンガツールセット（初心者用漫画製作入門用キット）
- デリーター丸ペン
- デリーターGペン
- デリーターサジペン
- デリーター面相筆
- デリーターブラック（コミック用水性インク、コミック用耐水性インク、コミック用墨液、コミック用修正インク）
- デリーターホワイト
- デリータートーンヘラ
- デリータートーンナイフ
- デリーター円定規
- デリーター雲形定規
- デリータードラフティングテープ
- デリーターマスキングシート
- デリーターカラーテープ
- デリーターモデル人形（男、女、ミニ）

### 学習材
- デリーターマンガテクニック Vol.1 初級編
- デリーターマンガテクニック Vol.2 上級編
- デリーターマンガテクニック Vol.3 ロボットデザインテクニック初級編
- デリーターマンガテクニック Vol.4 キャラクターデザイン編
- デリーターマンガテクニック Vol.5 まんがの描き方編
- デリーターマンガテクニック Vol.6 トーンテクニック初級編
- デリーターマンガテクニック Vol.7 キャラクターパーツカタログ編
- デリーターマンガテクニック SP カラーイラストの描き方 for kids
- デリーターシーナリーコレクション Vol.1 学校編
- デリーターシーナリーコレクション Vol.2 飲食店編
- デリーターシーナリーコレクション Vol.3 伝統風景編

### その他
- CGillust（カラーイラスト用ソフト）
- COMICWORKS（マンガ製作用ソフト）
- しじあに（アニメーション製作用ソフト）
- デジタル背景素材集
  - デジタルシーナリー vol.1 学校編
  - デジタルシーナリー vol.2 飲食店編
  - デジタルシーナリー vol.3 時代編
- デリペン（ペンタブレット）